# Jauge nette
Pour les articles homonymes, voir Jauge.
La jauge nette (en anglais : net tonnage) est une des méthodes de mesure de la capacité de transport d'un navire. L'abréviation anglo-saxonne NRT est utilisée pour la désigner.
Le tonnage net est calculé en déduisant de la jauge brute (tonnage brut) les espaces occupés par les installations nécessaires à l'exploitation du navire : grues et treuils, logements de l'équipage, machines et chaudières, capacités ne servant pas au transport, passerelle, etc.
Il sert de base aux taxations diverses (portuaires, pilotage).